# Farmáki
Farmáki är en ort i Grekland.   Den ligger i prefekturen Nomós Larísis och regionen Thessalien, i den centrala delen av landet, 270 km nordväst om huvudstaden Aten. Farmáki ligger 620 meter över havet och antalet invånare är 232.
Terrängen runt Farmáki är kuperad åt nordväst, men åt sydost är den platt. Runt Farmáki är det ganska glesbefolkat, med 35 invånare per kvadratkilometer. Närmaste större samhälle är Elassóna, 18,7 km sydost om Farmáki. Trakten runt Farmáki består till största delen av jordbruksmark.